# Valerij Poljakov
Valerij Vladimirovič Poljakov (rusky Валерий Владимирович Поляков, 27. dubna 1942 Tula, Tulská oblast, RSFSR – 7. září 2022 Moskva) byl sovětský a od roku 1992 ruský kosmonaut, člen oddílu kosmonautů Institutu lékařsko-biologických problémů (IMBP), 207. člověk ve vesmíru. Na palubě kosmické stanice Mir strávil od srpna 1988 do dubna 1989 téměř 241 dní a podruhé od ledna 1994 do března 1995 celých 437 dní a 18 hodin. Dodnes je jeho druhá výprava nejdelším letem člověka ve vesmíru. V součtu strávil ve vesmíru během obou letů více než 22 měsíců.

## Život

### Mládí, lékař
Valerij Poljakov se narodil v Tule v RSFSR v úřednické rodině. Je ruské národnosti. Původně se jmenoval Koršunov, v roce 1957 přijal příjmení adoptivního otce. V roce 1959 promoval na střední škole v Tule. Pak studoval lékařství na 1. moskevském lékařském institutu I. M. Sečenova, po absolvování institutu (roku 1965) pracoval jeden rok v Institutu lékařské parazitologie a tropických chorob. Další rok strávil v Všesvazovém vědeckovýzkumném institutu sociální hygieny a organizace zdravotnictví. V letech 1967–1971 pracoval ve Správě kosmické medicíny při ministerstvu zdravotnictví. Od roku 1971 už natrvalo zakotvil v moskevském Institutu lékařsko-biologických problémů (IMBP) ministerstva zdravotnictví, specializujícího se na kosmickou medicínu.

### Kosmonaut
Už roku 1969 si podal žádost o přijetí mezi kosmonauty IMBP, 8. července 1970 mu stálá lékařská komise přiznala vhodnost ke kosmickému výcviku, 22. března 1972 byl Státní meziresortní komisí doporučen do oddílu IMBP a konečně 5. května 1972 ministr zdravotnictví rozhodl o zřízení skupiny kosmonautů v IMBP složené z Georgije Mačinského, Lva Smirenného a Poljakova. Všichni tři zůstali na svých dosavadních místech, výcvik probíhal pouze v rámci institutu.
V červenci 1978 byl zřízen v IMBP (dvoučlenný) oddíl kosmonautů a Poljakov se stal jeho vedoucím. V říjnu 1978 – prosinci 1979 prošel kurzem všeobecné kosmické přípravy v Středisku přípravy kosmonautů v Hvězdném městečku.
V prosinci 1979 byl zařazen do hlavní posádky letu Sojuzu T-3 (s Vasilijem Lazarevem a Gennadijem Strekalovem), let byl naplánován na konec roku 1980. Ale v květnu 1980 byl „lékařský“ program letu zaměněn za „opravářský“ a dosavadní hlavní posádka se stala záložní.
Od června 1983 se připravoval na dlouhodobý let lékaře, od října 1983 do ledna 1984 v záložní posádce 3. základní expedice na Saljut 7.

#### První let
Od února 1988 se připravoval na půlroční let na Miru společně s 3. návštěvní expedicí (Vladimir Ljachov a Abdul Ahad Mohmand). Trojice odstartovala do vesmíru 29. srpna 1988 v lodi Sojuz TM-6, s Mirem se spojili 31. srpna. Ljachov a Mohmand se po týdnu vrátili v Sojuzu TM-5, Poljakov zůstal na stanici. V prosinci 1988 při výměně 3. a 4. základní expedice zůstal na stanici s Alexandrem Volkovem a Sergejem Krikaljovem až do dubna 1989. Všichni tři přistáli 27. dubna, let Poljakova trval 240 dní, 22 hodin a 35 minut.
V říjnu téhož roku se stal zástupcem ředitele IMBP, při zachování statusu kosmonauta. Od srpna 1990 zastával funkci zástupce vedoucího letů v Středisku řízení letů v Koroljovu, na starosti měl lékařské zabezpečení letů.

#### Druhý let

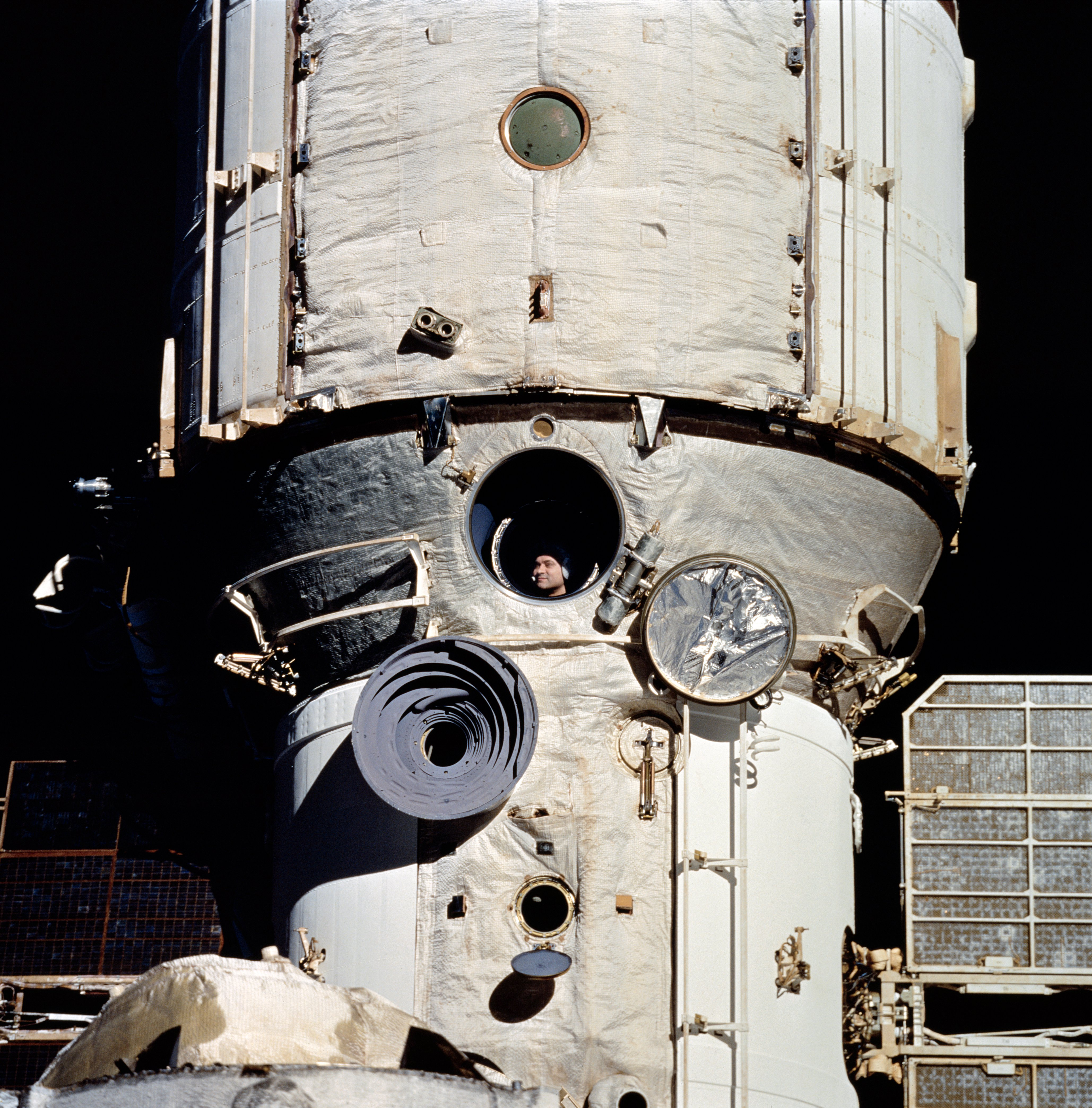
Valerij Poljakov na Miru vyhlíží raketoplán Discovery, 6. února 1995

Od ledna 1993 se připravoval na další dlouhodobý let lékaře společně s kolegy z oddílu IMBP Germanem Arzamazovem a Borisem Morukovem, od července v hlavní posádce 15. základní expedice s Viktorem Afanasjevem a Jurijem Usačovem. Odstartovali k letu 8. ledna 1994 v Sojuzu TM-18. Poljakov zůstal na stanici i s následující (16.) expedicí a dokonce i se 17. základní expedicí až do 22. března 1995, kdy konečně přistál po 437 dnech, 17 hodinách a 58 minutách letu. Tento rekord nebyl do dnešního dne překonán. V průběhu letu Poljakov realizoval rozsáhlý program soustavného všestranného sledování zdravotního stavu svého i kolegů z posádek. K dispozici měl značné množství speciálního vybavení a přístrojů o celkové váze cca 1,5 tuny. Během více než 50 experimentů provedl přes 1000 vyšetření.

### Po odchodu z oddílu
Z oddílu kosmonautů IMBP Poljakov odešel 1. června 1995. Zůstal v institutu na místě zástupce ředitele pro vědu, které zastával už od října 1989. Byl zapojen do výběru nových kosmonautů jako člen hlavní lékařské komise. Po roce 2006 z místa zástupce ředitele odešel, a dále zůstal členem vědecké rady institutu.
Roku 1999 získal titul doktora lékařských věd (kandidátem věd byl už od ledna 1976) a profesora.
Roku 2000 se zúčastnil mezinárodního experimentu SFINCSS-99 (simulace kosmického letu mezinárodní posádky) v modelu kosmické lodi v IMBP jako velitel 5. (2. návštěvní) posádky.
Jel autorem více než 50 vědeckých prací v domácích i zahraničních publikacích věnovaných problémům vesmírné biologie a medicíny.

### Rodina
Poljakov byl ženatý, s manželkou Nelli měl dceru Jelenu. Dcera i manželka jsou lékařky.

## Řády a vyznamenání

### Čestné tituly
- Hrdina Sovětského svazu a Leninův řád – Sovětský svaz, 1989
- Hrdina Ruské federace – Rusko, 10. dubna 1995
- Hrdina Afghánistánu – Afghánská demokratická republika, 1988[11]

### Řády a medaile
- Řád slunce svobody – Afghánská demokratická republika, 1988[11]
- důstojník Řádu čestné legie – Francie, 1989
- Řád Parasat – Kazachstán, 1996
- Medaile Za zásluhy při objevování vesmíru – Rusko, 12. dubna 2011 – za skvělé služby v oblasti průzkumu a využívání vesmíru, dlouhodobou svědomitou práci a za aktivní sociální činnost[12]
- Leninův řád – Sovětský svaz